# Harthill, South Yorkshire
Harthill är en ort i Rotherham i Storbritannien. Den ligger i grevskapet South Yorkshire och riksdelen England, i den sydöstra delen av landet, 210 km norr om huvudstaden London. Harthill ligger 107 meter över havet och antalet invånare är 1 766.
Terrängen runt Harthill är platt. Runt Harthill är det tätbefolkat, med 442 invånare per kvadratkilometer. Närmaste större samhälle är Sheffield, 15,1 km nordväst om Harthill. Trakten runt Harthill består till största delen av jordbruksmark.